# 克里利夫卡 (安德魯紹夫卡區)
49°56′42″N 28°55′39″E / 49.94500°N 28.92750°E
克里利夫卡（烏克蘭語：Крилівка），是烏克蘭北部的村莊，隸屬日托米爾州的別爾季切夫區。該村處於普斯托哈河畔，始建於1616年，面積24.45平方公里，海拔高度227米，2001年人口962，人口密度每平方公里39.34人。